# ناحیه براون، شهرستان شمپین، ایلینوی
ناحیه براون، شهرستان شمپین، ایلینوی (به انگلیسی: Brown Township) یک منطقهٔ مسکونی در ایالات متحده آمریکا است که در شهرستان شمپین، ایلینوی واقع شده‌است. ناحیه براون ۱٬۹۹۵ نفر جمعیت دارد و ۲۲۴ متر بالاتر از سطح دریا واقع شده‌است.